# 惠州路
惠州路，元朝的路。
至元十六年（1276年）升惠州置，治所在归善县（今广东省惠州市）。共领四县：归善县、博罗县、海丰县、河源縣。戶一萬九千八百三，口九萬九千一十五。属江西等处行中书省 。辖境相当今广东省惠州、惠阳、惠东、河源、紫金、海丰、陆丰、博罗及揭西西部等地。明朝洪武元年（1368年），改为惠州府。 